# Liste von Pechölsteinen
Diese Liste führt Pechölsteine an, die früher zur Gewinnung von Pech aus harzhaltigen Kiefernästen verwendet wurden. Diese Granitfelsen mit eingehauenen Abflussrinnen in Form von Blattadern finden sich fast ausschließlich im östlichen Teil des oberösterreichischen Mühlviertels (Bezirke Freistadt und Perg). Das Pechölbrennen im östlichen Mühlviertel wird seit 2013 von der UNESCO als Immaterielles Kulturerbe geführt. In dieser Liste werden solche Steine aufgezählt, die einen Schutzstatus genießen – die meisten werden vom Land Oberösterreich als Naturdenkmal geführt, zwei wurden vom Bundesdenkmalamt unter Denkmalschutz gestellt. Es gibt im östlichen Mühlviertel aber rund 75 solcher Pechölsteine, der letzte Listenposten („Liste weiterer Pechölsteine“) dient daher ausschließlich der beispielhaften Illustration dieses Sachverhalts.  So werden auch die Steine angeführt, die in Elz (Gemeinde Lasberg) entlang eines einschlägigen Themen-Wanderweges präsentiert werden.

## Liste von Pechölsteinen

### Liste geschützter Pechölsteine
Liste der 12 geschützten Pechölsteine (11 davon als Naturdenkmal):
| Gemeinde                       | Bild | Koordinaten         | Art des Schutzes               | Eintrag im oö. Naturschutzbuch (Inventarnummer) | Wikidata-Item                                                  | Beschreibung |
| ------------------------------ | ---- | ------------------- | ------------------------------ | ----------------------------------------------- | -------------------------------------------------------------- | --- |
| Gutau (FR)                     |      | 48.405323 14.593287 | Denkmalschutz und Naturdenkmal | nd197                                           | Pechölstein Hundsberg (Q37846756)                              | Er befindet sich etwa 500 m vor der Ortschaft Hundsdorf und besteht aus Weinsberger Granit. Er hat eine Dimension von etwa 7 mal 5 Metern. |
| Gutau (FR)                     |      | 48.412312 14.584242 | Naturdenkmal                   | nd207                                           | Rosnerstein (Q111817768)                                       | Der „Rosnerstein“ befindet sich ca. 3 km vom Gemeindehauptort entfernt beim Brandmayerhof. Er hat die Ausmaße von 5 mal 3 Metern und eine Höhe von 120 cm. |
| Gutau (FR)                     |      | 48.41776 14.61382   | Denkmalschutz                  | (keine nd-Nummer)                               | Pechölstein neben dem Gemeindeamt in Gutau (Q37846690)         | Dieser Stein wurde 1981 sekundär neben dem Gemeindeamt aufgestellt. Davor hatte er sich in einem Bühel nahe dem Bauernhof Riener in Gutau, Erdmannsdorf Nr. 26, befunden. |
| Rechberg (PE)                  |      | 48.32018 14.716427  | Naturdenkmal                   | nd234                                           | Pechölstein am Plenkerberg (Q111843635)                        | Er befindet sich etwa 350 Meter südöstlich des Ortszentrums etwa 20 Meter neben dem dort vorbeiführenden Wanderweg. Der Granitblock mit leicht geneigter Oberfläche hat einen Durchmesser von etwa 2,5 Meter und verfügt über ein blattrippenförmig eingemeißeltes und gut erhaltenes und sichtbares Rillensystem. Anmerkung: an Ort und Stelle nicht identifizierbar, auch keine entsprechende Beschilderung mehr vorhanden (Stand 2022) |
| Rechberg (PE)                  |      | 48.318087 14.72289  | Naturdenkmal                   | nd570                                           | Pechölstein beim Großdöllnerhof (Q111843684)                   | Er befindet sich in der Nähe des Freilichtmuseums Großdöllnerhof im Naturpark Mühlviertel. Es handelt sich um einen leicht nach Süden geneigten Block aus Weinsberger Granit und weist ein blattähnliches eingemeißeltes Rillensystem auf. |
| St. Thomas am Blasenstein (PE) |      | 48.314622 14.739698 | Naturdenkmal                   | nd208                                           | Pechölstein beim Dechtlgruber (Q111843610)                     | Er befindet sich in der Nähe des Gehöfts Dechtlgruber. Es handelt sich um einen Block aus Weinsberger Granit mit einer leichten Neigung nach Südosten. Er ragt maximal 3 Meter aus dem Boden und hat eine Oberfläche von etwa 25 m². |
| St. Thomas am Blasenstein (PE) |      | 48.32685 14.735795  | Naturdenkmal                   | nd394                                           | Pechölstein beim Birl (Q111843661)                             | Es handelt sich um einen aufgekippten Stein mit neunteiligem Rillensystem und einer Fläche von etwa 12 m² |
| Schönau im Mühlkreis (FR)      |      | 48.389803 14.705237 | Naturdenkmal                   | nd248                                           | Pechölstein in Kaining (Q111817849)                            | Im Gegensatz zu den anderen Pechölsteinen hat er kein blattrippenartiges Rillensystem, sondern eine Vertiefung, das Pech tritt durch ein Loch aus. |
| Schönau im Mühlkreis (FR)      |      | 48.390616 14.720344 | Naturdenkmal                   | nd249                                           | Pechölstein bei Kreuzberger (Q111817876)                       | Der grobkörnige Granitblock mit Blattrillen hat ein Ausmaß von 200 mal 150 cm. |
| Unterweißenbach (FR)           |      | 48.427583 14.748639 | Naturdenkmal                   | nd239                                           | Pechölstein beim Rauchschnablanwesen in Aglasberg (Q111817937) | Der mittelkörnige Granitblock hat die Ausmaße von 120 mal 120 cm und ragt 20 cm aus dem Boden. |
| Unterweißenbach (FR)           |      | 48.439355 14.764809 | Naturdenkmal                   | nd241                                           | Pechölstein beim Stoaninger in Schattau (Q111817998)           | Es handelt es sich um einen 200 mal 120 cm großen grobkörnigen Granitblock. |
| Unterweißenbach (FR)           |      | 48.432103 14.764708 | Naturdenkmal                   | nd247                                           | Pechölstein am Wolfsberg (Q111817922)                          | Der feinkörnige Granitblock hat die Größe 200 mal 150 cm und ist noch in Verwendung. |

### Liste weiterer Pechölsteine
| Gemeinde                   | Bild | Koordinaten         | Beschreibung |
| -------------------------- | ---- | ------------------- | --- |
| Allerheiligen im Mühlkreis |      | 48.31108 14.651319  | Dieser Stein liegt kurz vor dem Bauernhof Burner in der Wiese rechts der Straße. |
| Bad Zell                   |      | 48.34437 14.67224   | Dieser Stein wurde sekundär beim Hedwigsbründl südlich des Ortszentrums von Bad Zell aufgestellt. |
| Klaffer am Hochficht       |      | 48.692172 13.883642 | Dieser Stein, der sekundär am südöstlichen Ortsrand aufgestellt wurde, ist eines der wenigen Exemplare außerhalb des östlichen Mühlviertels. Er wurde um das Jahr 2000 von Helmut Mitgutsch, seinerzeit Wander-Referent der Gemeinde, vom ursprünglichen Standort am Haselberg in der Nähe der Ortschaft Freundorf an den jetzigen Standort südlich der Kirche verlegt.                                                                     |
| Lasberg, Ortschaft Elz     |      | 48.442447 14.566061 | Pechölstein 1 am Elzer Pechölweg |
| Lasberg, Ortschaft Elz     |      | 48.444606 14.566089 | Pechölstein 2 am Elzer Pechölweg |
| Lasberg, Ortschaft Elz     |      | 48.446328 14.565467 | Dieser Pechölstein wurde erst in den 2010er-Jahren hergestellt und in der Mitte des Dorfes platziert. Er dient Besuchern und Wanderern als Anschauungsmaterial. |
| St. Leonhard bei Freistadt |      | 48.443063 14.67794  | Dieser Pechölstein liegt in einem Privatgarten, ist aber so platziert worden dass er vom Marktplatz aus zu betrachten ist. |
| St. Leonhard bei Freistadt |      | 48.443063 14.67794  | Auch dieser Pechölstein liegt in dem Privatgarten, und ist so platziert worden dass er vom Marktplatz aus zu betrachten ist. Er besitzt kein Blattrippensystem, sondern ist als Schale gefertigt, in deren Mitte sich ein Abflussloch befindet.Im Mühlviertel gibt es Stand jetzt (November 2024) nur 4 solcher Schalen-Pechölsteine. Ein weiterer, in St. Oswald b. Freistadt überlieferter Schalen-Pechölstein ist nicht mehr auffindbar. |
| St. Leonhard bei Freistadt |      | 48.446286 14.694672 | Dieser Pechölstein liegt unterhalb des Haiderberges am Johannesweg. Er besitzt nur 3 Rillen. |
| St. Thomas am Blasenstein  |      | 48.314774 14.744481 | Der doppelte Pechölstein befindet sich in der Nähe des Waldbothhofes am Waldrand am unteren Ende einer Felsformation |
| Weitersfelden              |      | 48.480686 14.764517 | Dieser neuzeitliche Pechölstein beim Biohof Thauerböck liegt ebenfalls am Johannesweg, dient aber nur als Schaustück. Das auf zwei anderen Pechölsteinen selbst gebrannte Pechöl wird im Hofladen verkauft. |